# Id Tech 7
id Tech 7 — многоплатформенный проприетарный игровой движок, разработанный id Software. Как часть серии игровых движков id Tech, он является преемником id Tech 6. Программное обеспечение было впервые продемонстрировано на QuakeCon 2018 как часть объявления id Software о Doom Eternal.

## Технология
В id Tech 7 в десять раз больше геометрической детализации и точности текстур, чем в id Tech 6. Кроме того, возможности игрового движка позволяют создать новую систему под названием «Destructible Demons» (Разрушаемые демоны), в которой тела врагов постепенно разрушаются и ухудшаются в бою, поскольку они получают урон. На ПК id Tech 7 поддерживает только программный интерфейс Vulkan.
Кроме того, в новом движке больше нет технологии мегатекстуры, её заменила технология стриминга текстур.

## Игры
| Название                           | Год  | Платформа                                                                         | Разработчик/и | Прим.                          |
| ---------------------------------- | ---- | --------------------------------------------------------------------------------- | ------------- | ------------------------------ |
| Doom Eternal                       | 2020 | Windows, PlayStation 4, PlayStation 5, Xbox One, Xbox Series X/S, Nintendo Switch | id Software   | [ 1 ]                          |
| Indiana Jones and the Great Circle | 2024 | Windows, PlayStation 5, Xbox Series X/S                                           | MachineGames  | [ источник не указан 494 дня ] |